# Pae (Padise)
Pae – wieś w Estonii, w prowincji Harju, w gminie Padise.